# Аквальний ландшафт

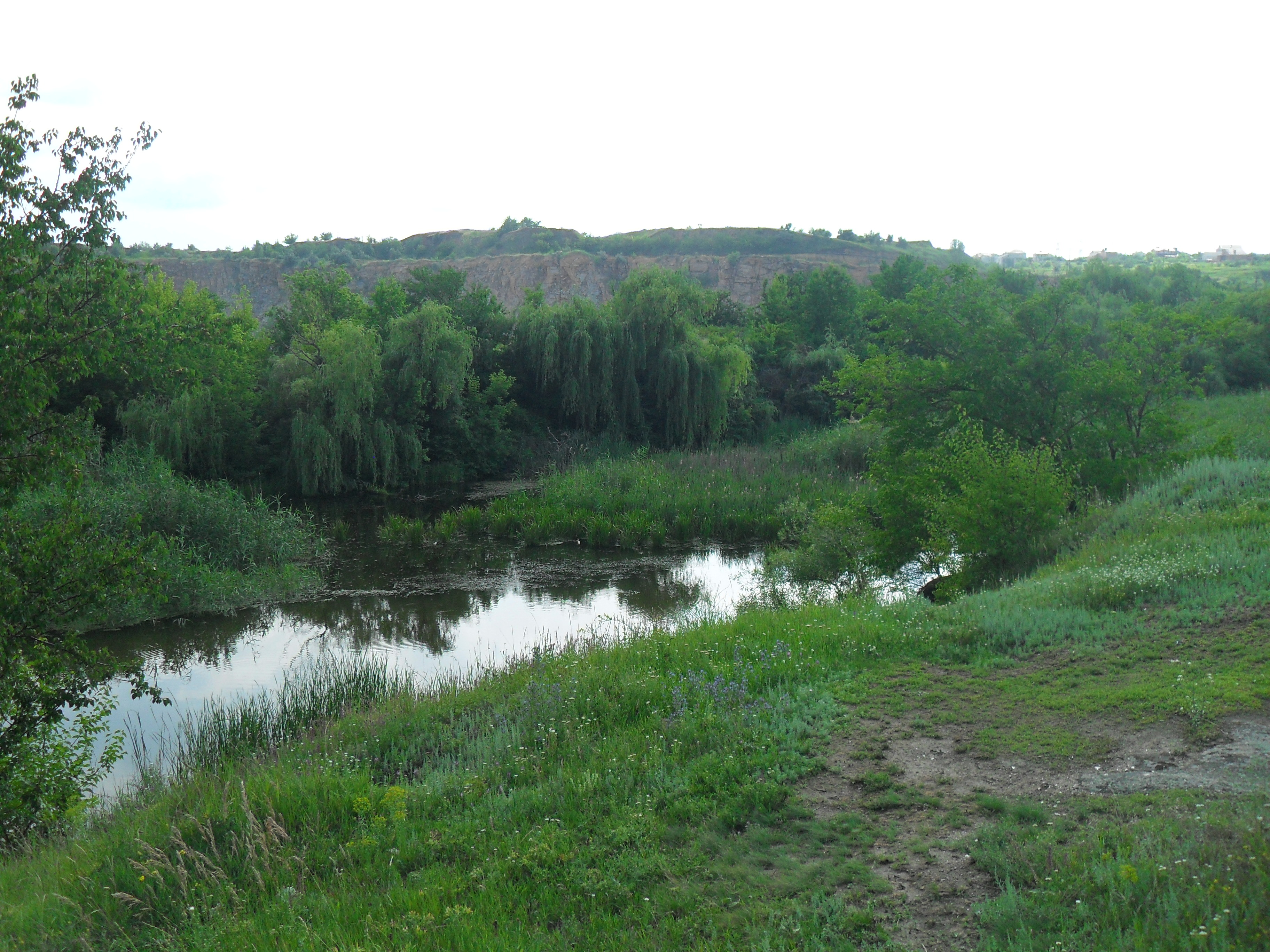
Аквальні та субаквальні ландшафтні комплекси річки Сугоклія (Україна, Кіровоградська область)

Аквальний ландшафт — аквальний комплекс у межах ландшафтної оболонки Землі. Вирізняється з-поміж інших походженням, сталим гідрологічним режимом, геологічним фундаментом, однотипним донним рельєфом та біоценозами.

### Класифікація аквальних ландшафтів
- Річкові ландшафти
- Озерні ландшафти
- Літоральні ландшафти
- Мілководні ландшафти
- Водно-поверхневі ландшафти
- Підводні ландшафти

## Функціональна структура
Функціонування пов'язане зі складними динамічними процесами водних мас, явищами транзиту мінеральних мас та міграції біоти.